# MirrorMask
MirrorMask és una pel·lícula de fantasia fosca del 2005 dissenyada i dirigida per Dave McKean i escrita per Neil Gaiman a partir d'una història que van desenvolupar junts. La pel·lícula és protagonitzada per Stephanie Leonidas, Jason Barry, Rob Brydon i Gina McKee.
La música utilitzada a la pel·lícula va ser composta per Iain Ballamy. Va ser produït per The Jim Henson Company. Gaiman i McKean van treballar en els conceptes de la pel·lícula al llarg de dues setmanes a casa de la família de Jim Henson, i la producció real de la pel·lícula va durar disset mesos.
Creada amb un pressupost de 4 milions de dòlars, la pel·lícula es va fer originalment com una pel·lícula directament a vídeo,però va tenir una presentació limitada als Estats Units el 30 de setembre de 2005, donant lloc a un 867.000 dòlars bruts de taquilla. La pel·lícula també es va projectar al Festival de Cinema de Sundance de 2005 on va rebre respostes positives. La reacció crítica general a la pel·lícula va ser mixta, i els crítics van elogiar les imatges de la pel·lícula mentre es queixaven de la història i el guió en general.

## Argument
Helena Campbell (Stephanie Leonidas) treballa amb els seus pares Joanne i Morris (Gina McKee i Rob Brydon) al circ familiar, però desitja fugir i unir-se a la vida real. A la següent actuació, després que l'Helena i la Joanne tinguin una discussió acalorada, Joanne s'ensorra i és traslladada a l'hospital. Deu dies després, mentre l'Helena s'allotja amb la seva àvia, descobreix que els metges determinen que la Joanne necessita una operació, i Helena només pot culpar-se de la situació.
Aquella nit, es desperta en un estat de somni i abandona el seu edifici per trobar tres intèrprets fora. Mentre intenten actuar per a l'Helena, una ombra s'envaeix a la zona i dos dels intèrprets es veuen consumits per ella. El tercer intèrpret, Valentine (Jason Barry), un malabarista, ajuda a dirigir ràpidament l'Helena cap a un lloc segur mitjançant l'ús de llibres voladors màgics. Ella s'assabenta que es troben a la Ciutat de la Llum que s'està consumint lentament per les ombres, provocant la fugida dels seus ciutadans molt variats. Aviat Helena es confon amb la princesa. Ella i Valentine són portats al primer ministre (Brydon). Explica que la Princesa de la Terra de l'Ombra va robar un encant de la Ciutat Blanca, deixant la seva Reina de la Llum (McKee) en un estat de son antinatural i la Ciutat vulnerable a les Ombres. Helena observa la semblança de la reina i el ministre amb la seva mare i el seu pare, i s'ofereix a ajudar a recuperar l'encant juntament amb Valentine. No saben que les seves accions estan sent observades per la Reina de les Ombres (també McKee) que ha confós Helena amb la seva filla.
Helena i Valentine intenten mantenir-se per davant de les ombres mentre segueixen les pistes de l'encant, aprenent que s'anomena "MirrorMask". L'Helena descobreix que mirant a través de les finestres dels edificis, pot veure el seu dormitori en el món real, a través dels dibuixos de finestres que va crear i penjar a la paret de la seva habitació. Ella descobreix que una doppelgänger d'ella mateixa viu allà i es comporta de manera radicalment diferent d'ella. La doppelganger aviat pren consciència de la seva presència als dibuixos i comença a destruir-los, fent que s'esfondrin parts del món fantàstic. Valentine traeix Helena a la Reina de les Ombres a canvi d'una gran recompensa de joies. Els servents de la reina deformen la ment d'Helena perquè cregui que és la princesa de les ombres. Valentine canvia de parer i torna al palau de la reina, i ajuda a Helena a trencar l'encanteri. Busquen l'habitació de la princesa i l'Helena descobreix la màscara de mirall amagada al mirall de la princesa. Fugen del castell amb l'encanteri.
Mentre escapen a la torre voladora de Valentine, l'Helena s'adona que la seva parella al món real és la Princesa de les Ombres, que havia utilitzat la màscara de mirall per travessar les finestres dels dibuixos d'Helena. La princesa destrueix la resta de dibuixos a l'habitació de l'Helena, evitant que Helena torni, i Helena i Valentine desapareixen en el món col·lapsat. La princesa porta els dibuixos al terrat de l'edifici per dispersar els trossos al vent, però descobreix un dibuix més que l'Helena havia fet a la part posterior de la porta del terrat. Helena torna amb èxit al món real, enviant la princesa al seu regne. Al mateix temps, la Reina de la Llum per fi es desperta i les dues ciutats recuperen el seu equilibri natural.
Helena és despertada al terrat pel seu pare, i s'assabenten que l'operació de la seva mare va tenir èxit; Helena torna feliç per ajudar al circ. Temps després, Helena queda fascinada per un jove, molt semblant a Valentine, que vol ser malabarista del circ.

## Repartiment
- Stephanie Leonidas com a Helena Campbell, una jove artista de circ i aspirant a artista que es veu arrossegada en un misteriós món de persones emmascarades i monstres poc després que la seva mare sigui hospitalitzada. Finalment es revela que el món al qual va entrar es va crear a través dels seus propis dibuixos que va penjar a les parets de la seva habitació. Leonidas va declarar que esperava que el rodatge fos difícil perquè la majoria de les escenes es feien amb un o dos actors més només amb una pantalla blava al fons, però també va dir que "tot va cobrar vida" per a ells quan van començar a treballar.[2]
  - Leonidas també retrata la princesa, el jo paral·lel d'Helena i la filla rebel de la reina de les ombres. Utilitza la MirrorMask per canviar de lloc amb Helena i l'amaga a la seva habitació. Després d'escapar al "món real", aprofita la seva nova llibertat: vestir-se com un punk adolescent, besar nois, fumar i discutir amb el pare de l'Helena.
- Jason Barry com a Valentine, un malabarista que segueix descrivint-se com un "home molt important". És el company de l'Helena al món dels somnis, tot i que la traeix entregant-la a la Reina de les Ombres. Lamenta aquesta decisió, però, i torna a rescatar Helena. Està molt orgullós de la seva torre, tot i que comenta que va tenir una discussió amb ella i que es van separar. Mentre ell i l'Helena són perseguits per la Reina de les Ombres, ell crida a la torre per ajudar-los a fugir cridant-li disculpes. Quan l'Helena torna a despertar al seu món, el torna a trobar-se fent una audició com a malabarista per al circ.
- Rob Brydon com Morris Campbell, el pare de l'Helena. Malabarista i mestre de circ del seu circ familiar, és un home amable i amb un tarannà artístic. Està espantat i aclaparat per la malaltia de la seva dona. Brydon també interpreta el majordom de la Reina de la Llum.
- Gina McKee com a Joanne Campbell, la mare de l'Helena. Acròbata de circ i venedora d'entrades, Joanne s'ensorra durant una parodia i és tancada a l'hospital poc després de discutir amb Helena. Després d'una operació reeixida, Joanne es recupera i torna a la vida de circ amb la seva família.
  - McKee també interpreta a la Reina de les Ombres, una mare possessiva que tracta la seva filla com una mascota. Confon Helena amb la princesa que ha fugit, però quan l'Helena revela qui és, a la reina no li importa sempre que tingui una filla.
  - McKee també interpreta a la Reina de la Llum, un governant amable. Ella cau en un somni profund quan li roben la MirrorMsk, deixant la seva ciutat vulnerable a les ombres.

La pel·lícula també compta amb les aparicions de Dora Bryan i les veus de Stephen Fry, Lenny Henry, Robert Llewellyn i altres.

## Producció

### Desenvolupament
El productor executiu Michael Polis va esmentar que la idea de crear MirrorMask va començar quan The Jim Henson Company i Sony Pictures van expressar el seu interès a fer una pel·lícula que es vendria tan bé en el llançament de vídeo com " 'Laberint i The Dark Crystal basats en les vendes constants de DVD de les dues pel·lícules el 1999. S'havien plantejat crear una preqüela de Dark Crystal i seqüeles de Labyrinth, però va decidir que "tenia més sentit intentar crear alguna cosa semblant o amb l'esperit d'aquestes pel·lícules i atribuir-ho com a títol fantàstic de Jim Henson Company".
Després de mostrar-se un curtmetratge dirigit per McKean, Lisa Henson es va posar en contacte amb Gaiman el 2001 sobre el projecte, preguntant-li si McKean estaria interessat a dirigir i si Gaiman estava interessat a inventar la història de la pel·lícula. Gaiman va acceptar escriure per a la pel·lícula si McKean acceptava dirigir.
La producció de la pel·lícula va durar disset mesos, amb un pressupost de 4 milions de dòlars. Encara que limitat pel pressupost de 4 milions de dòlars, McKean va veure això com una cosa bona, dient "És molt bo tenir una caixa per lluitar contra, i saber on són les teves limitacions, perquè de seguida implica un cert tipus de coses... un cert tipus de forma... un cert enfocament de les coses."

### Configuració
Segons McKean, l'escenari de la pel·lícula era originalment a Londres, però aquest havia optat per filmar-la a Brighton a proposta del productor Simon Moorhead. McKean va descriure Brighton com "més bohèmia, de manera que encaixa amb tot el tema del circ, amb la família d'Helena", i que li agradava l'edifici d'apartaments específic – Embassy Court - que van utilitzar perquè "és molt distintiu, imponent, té aquest caràcter, però també representa el col·lapse d'Helena i la seva desintegració en aquest altre món i és un símbol potent per a la seva mare."

### Escriptura
McKean i Gaiman van treballar en la història i els conceptes de la pel·lícula durant un període de dues setmanes el febrer de 2002 a la casa de la família Henson. Gaiman va declarar que volia fer "una mena d'idea El príncep i el captaire. Alguna cosa amb una noia que d'alguna manera es va dividir en dues noies que es van convertir en una al final." Va continuar dient que "va tenir una idea d'una noia que formava part d'un teatre ambulant i la seva mare emmalalteix i havia de sortir de la carretera", i va esmentar que McKean preferia fer un circ abans que un teatre perquè era més interessant visualment". McKean va ser qui va tenir la idea de les màscares i les dues mares. McKean va dir que Laberint va ser un punt de partida per al projecte i que li agradava "l'element humà d'aquesta pel·lícula", però que finalment la història de MirrorMask va ser una cosa que ell i Gaiman es va plantejar pel seu compte. Gaiman va escriure el guió el febrer de 2002, i van dir que sempre van saber que seria una història coming-of-age sobre una noia en una recerca, però que més tard van saber "que realment era només la història de la relació entre una noia i la seva mare."

### Disseny
Polis va parlar inicialment amb McKean i Brian Froud, l'artista conceptual de Laberint i The Dark Crystal. La intenció inicial era que McKean dirigís la pel·lícula mentre Froud feia els dissenys, però Polis va afirmar que "tenia més sentit" que McKean fes els dissenys, ja que ell era qui dirigia la pel·lícula. Com que tenien un pressupost ajustat, McKean va dissenyar criatures que eren relativament senzilles. Va assignar seqüències senceres en lloc de petites peces a artistes individuals, de manera que els joves professionals que treballaven en la pel·lícula tinguessin l'oportunitat creativa de fer-ne la seva part. Va treballar amb ells molt de prop en una sola habitació. Sobre els animadors, va dir que "Tots menys dos eren directament de l'escola d'art i gairebé tots de Bournemouth. Vam agafar la meitat de la classe. Tots ells ja es coneixien." McKean diu que un exemple de l'esperit de la pel·lícula és que només van tenir un préssec durant el rodatge de l'escena on Valentine es menja la futura fruita. L'artista Ian Miller també va contribuir als dissenys d'arbres i alguns altres objectes de la pel·lícula, i també va proporcionar algunes de les il·lustracions fixades a la paret del dormitori de l'Helena.

### Música
La música utilitzada a la pel·lícula va ser composta per Iain Ballamy, l'amic de McKean a qui descriu com "un dels millors saxofonistes d'Europa" i "un compositor fantàstic". McKean va declarar que "volia un musical en un paisatge que mai no s'ha assentat en cap lloc geogràficament ni pel que fa al temps." També va assenyalar que Ballamy havia compost música i actuat en circs abans, i que "semblava que era perfecte per a això". McKean va dir que no podien permetre's el luxe de tenir una orquestra completa a causa de les limitacions pressupostàries, però que van encarregar a diversos contactes de Ballamy per ajudar a gravar la música. Les gravacions digitals es van utilitzar amb l'ajuda d'Ashley Slater, però McKean va afirmar que la majoria dels instruments utilitzats eren reals. La cantant sueca Josefine Cronholm va proporcionar la veu de les cançons utilitzades a la pel·lícula. La banda de circ són músics de Farmers Market. La banda sonora de la pel·lícula, que conté trenta pistes de música de fons i cançons utilitzades a la pel·lícula, va ser llançada per La-La Land Records el 2005.

## Estrena
La pel·lícula es va projectar per primera vegada a un institut de secundària, on va obtenir una resposta positiva. La pel·lícula també va rebre reaccions positives quan es va projectar al Festival de Cinema de Sundance. La pel·lícula va ser originàriament es va estrenar directament a vídeo, però va tenir el seu llançament limitat a sales el 30 de setembre de 2005 als Estats Units.
El DVD nord-americà es va publicar el 14 de febrer de 2006.El DVD conté contingut addicional com ara comentaris, entrevistes, clips de les escenes i una galeria d'art. La pel·lícula figurava com a número 31 al gràfic de vendes de DVD principals la setmana de l'11 de març de 2006 de la revista Billboard. Neil Gaiman va comentar que el DVD es va vendre "millor del que s'esperava" i que estava "aplegant una audiència".

## Recepció

### Taquilla
La pel·lícula va obtenir un total brut intern de 866.999 $, i va guanyar 126.449 $ el cap de setmana d'estrena.

### Resposta crítica
La pel·lícula va rebre reaccions diverses de la crítica. Rotten Tomatoes va informar que el 54% dels crítics han donat a la pel·lícula una crítica positiva basada en 89 crítiques, amb una valoració mitjana de 5,80/10. El consens dels crítics del lloc diu: "Tot i que visualment enlluernador, no hi ha prou història per penjar-hi tots els efectes fantàstics". Metacritic va donar a la pel·lícula una puntuació mitjana ponderada de 55 sobre 100 basada en 27 ressenyes.
Roger Ebert de Chicago Sun-Times va donar a la pel·lícula dues de quatre estrelles, elogiant l'art visual de la pel·lícula, però afirmant que "no hi ha cap motor narratiu que ens tregui més enllà del paisatge visual", i que "sospitava que els cineastes van començar amb moltes idees sobre com hauria de ser la pel·lícula, però sense cap idea sobre el ritme, la trama o la destinació." Lisa Schwarzbaum d’Entertainment Weekly va donar a la pel·lícula una qualificació d'A−, dient que la pel·lícula és un "enlluernador somni d'un nen-i- pel·lícula per a adults, una col·laboració inusual entre l'artista multimèdia senyor del culte Dave McKean i el rei dels còmics Neil Gaiman (The Sandman)" i que "té alguna cosa per sorprendre a tothom." Stephen Holden de The New York Times va descriure l'aspecte de la pel·lícula com a "boirosa, indistinta, de color sèpia, superpoblada i plana", i que "les seves panoràmiques monocromàtiques són massa ocupades i planes per donar una il·lusió de profunditat o transmeten una sensació de personatges que es mouen a l'espai." Va continuar dient que la pel·lícula és "L'encarnació d'una pel·lícula de culte, destinada a una vida rica en vídeo domèstic". Desson Thomson de The Washington Post va descriure la pel·lícula com "tan sola pensada en el seu abast per a la fantasia, es converteix en el mal oposat del gènere: la banalitat."

### Reconeixements
La pel·lícula va ser nominada al premi Golden Groundhog a la millor pel·lícula underground, altres pel·lícules nominades van ser Green Street Hooligans de Lexi Alexander, Nou vides de Rodrigo García, el premiat documental de beisbol Up for Grabs i Opie Gets Laid. També va participar al XXXVIII Festival Internacional de Cinema Fantàstic de Catalunya, on va guanyar els premis al millor make-up i a la millor direcció artística.

## Altres mitjans
L'any 2005, Tokyopop, en col·laboració amb The Jim Henson Company, va anunciar plans per publicar una preqüela en còmic d'estil manga de la pel·lícula, que es centraria al voltant de la fuga princesa del Palau Fosc i com va adquirir la MirrorMask. S'ha informat que el manga es va cancel·lar el 2007.
Un llibre infantil basat en la pel·lícula, escrit per Gaiman i il·lustrat per McKean, va ser publicat per HarperCollins Children's Books el setembre de 2005. Un audiollibre basat en els nens també ha estat llançat per HarperCollins el desembre de 2005. Un llibre que conté l'storyboard i el guió complets de la pel·lícula, així com algunes fotografies i text d'arxiu de Gaiman i McKean, titulat The Alchemy de MirrorMask, també va ser publicat per HarperCollins el novembre de 2005.
El grup The Crüxshadows van escriure i interpretar "Wake the White Queen", que explica la història de MirrorMask. Aquesta cançó apareix a l'àlbum recopilatori inspirada en Neil Gaiman, Where's Neil When You Need Him?
Dark Horse Comics va llançar una sèrie de productes relacionats amb MirrorMask el 2005. Tres conjunts de figures de PVC, que incloïen tres figures per conjunt, es van llançar de maig a juny de 2005. Aquests conjunts incloïen figures de personatges com Helena, Valentine, la reina fosca, així com figures de personatges secundaris com el bibliotecari i el petit pelut. Una revista feta per semblar el llibre realment útil, que va ajudar a Helena a la pel·lícula, es va estrenar el juliol de 2005, i un set del bust de set polzades d'alçada de la reina fosca va ser llançat l'agost de 2005.